# 索尔莫讷河畔沙特莱
索爾莫訥河畔沙特莱（法語：Le Châtelet-sur-Sormonne，法語發音：[lə ʃatlɛ syʁ sɔʁmɔn]）是法国大東部大區阿登省的一个市镇，属于沙勒维尔-梅济耶尔区。

## 地理
索尔莫讷河畔沙特莱（49°49'38"N, 4°31'16"E）面积9.85 平方千米，位于法国大東部大區阿登省，该省份为法国北部内陆省份，西接埃纳省，南至马恩省，东临默兹省，北与比利时接壤。
与索尔莫讷河畔沙特莱接壤的市镇（或旧市镇、城区）包括：菲代勒堡、莱谢勒、阿尔西、拉瓦勒莫朗西、米尔坦和博尼、里莫涅、罗克鲁瓦、欧德里河畔鲁夫鲁瓦、塞维尼拉福雷。
索尔莫讷河畔沙特莱的时区为UTC+01:00、UTC+02:00（夏令时）。

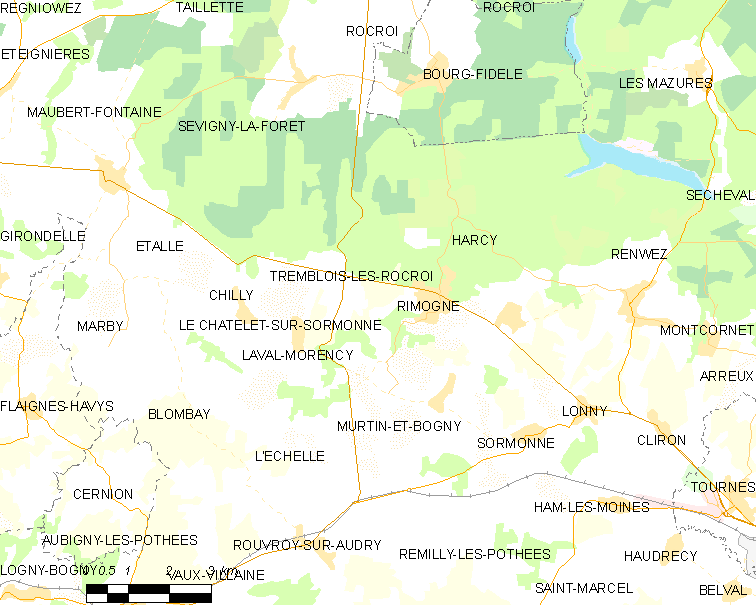
索尔莫讷河畔沙特莱的OSM定位图

## 行政
索尔莫讷河畔沙特莱的邮政编码为08150，INSEE市镇编码为08110。

## 政治
索尔莫讷河畔沙特莱所属的省级选区为罗克鲁瓦县。

## 人口

1962-2008年间索尔莫讷河畔沙特莱人口变化图示

索尔莫讷河畔沙特莱于2022年1月1日时的人口数量为172人。